# Ciencia y astrología
No se ha demostrado la eficacia de la astrología en estudios empíricos controlados y carece de alguna validez científica conocida, por ende es considerada como pseudocientífica. No se ha comprobado la existencia de algún mecanismo de acción por el cual las posiciones y los movimientos de las estrellas y de los planetas, puedan afectar a las personas y a los acontecimientos en la Tierra de la manera en la que los astrólogos dicen que lo hacen; sin contradecir los bien conocidos aspectos básicos de la biología, la psicología y la física.
La mayoría de los astrólogos de oficio, confían en la astrología para realizar análisis de personalidad y para elaborar predicciones sobre el futuro de sus clientes. Aquellos que continúan teniendo fe en la astrología se han caracterizado por creer en ella «a pesar de la ausencia de una base científica verificada para sus creencias, y del hecho de que existe fuerte evidencia que contradice sus creencias». El astrofísico, cosmólogo, escritor y divulgador científico estadounidense Neil deGrasse Tyson (1958); comentó sobre la creencia en la astrología, lo siguiente:
| [...] parte de saber cómo pensar es saber cómo las leyes de la naturaleza conforman el mundo que nos rodea. Sin ese conocimiento, sin esa capacidad para discernir, fácilmente puede llegar a ser víctima de gente que trata de aprovecharse de usted. —Neil deGrasse Tyson |

La continuada creencia en la astrología, a pesar de su carencia de credibilidad, es vista como una demostración de la baja educación científica.
Allí en donde la astrología ha hecho predicciones erradas, ha sido refutada. Una de las pruebas más famosas fue liderada por el físico, periodista científico y educador de las CTIM estadounidense Shawn Carlson; la cual incluyó a un comité de astrólogos, llegándose a la conclusión de que la astrología natal no obtenía mejores resultados que el azar. El psicólogo francés Michel Gauquelin afirmó haber encontrado apoyo estadístico para el «efecto Marte» en las fechas de nacimiento de los atletas; pero tal resultado no pudo ser replicado en estudios posteriores. Los organizadores de estos últimos, afirmaron que Gauquelin había tratado de influir en sus criterios de inclusión para el análisis, sugiriendo que fuesen eliminados individuos específicos. Sin embargo, el ex astrólogo y doctor en química analítica Geoffrey Dean sugirió que tal sesgo selectivo pudo deberse más a las fechas de nacimiento dadas por los padres en lugar de cualquier problema en el estudio de Gauquelin, pues la muestra fue tomada en un momento en el que la creencia en la astrología era común.

## Relación histórica entre astrología y astronomía
Los fundamentos de la estructura teórica utilizada en la astrología occidental se originan con los babilonios, aunque su uso generalizado no ocurrió hasta el comienzo del período helenístico después de que Alejandro Magno ampliase el territorio griego. Los babilonios no consideraban que las constelaciones estuviesen en una esfera celeste y que estuviesen muy separadas unas de otras. Esto se debe a que la apariencia de cercanía es ilusoria. La demarcación exacta de lo que es una constelación es un concepto cultural y varía entre civilizaciones. El libro Almagesto de Ptolomeo, que trata sobre astronomía, fue pensado en cierta medida por el deseo, como por todos los astrólogos de la época, de calcular fácilmente los movimientos planetarios para mejorar las predicciones. La astrología occidental temprana trabajó sobre los antiguos conceptos griegos como el esquema neoplatónico del micro y macro cosmos; por lo tanto la astrología médica seguía de cerca los sucesos ocurridos en las estrellas para poder realizar cualquier procedimiento. Esto proporcionó un aliciente más para desarrollar la astronomía y con ello la eficacia de las predicciones astrológicas. Ptolomeo, en su obra Tetrabiblos, defendió la práctica de la astrología y reconoció la capacidad de la astronomía para detectar con precisión los movimientos de los planetas y otros cuerpos celestes.
Durante la Edad de Oro del Islam, la astronomía fue patrocinada para que los parámetros astronómicos, tales como la excentricidad orbital del sol; requeridos para el sistema ptolemaico pudiesen ser calculados con suficiente precisión y exactitud. Aquellos que ostentaban posiciones de poder, como el visir de 1120 del califato fatimí que financió la construcción de observatorios para que las predicciones astrológicas pudiesen ser realizadas, basadas en precisas informaciones de las posiciones planetarias. Pocos de estos observatorios duraron mucho tiempo, dado que estos fueron construidos para ayudar a hacer predicciones astrológicas, lo cual iba en oposición a la prohibición islámica contra la astrología.
El claro rechazo de la astrología en las obras de astronomía inició en 1679 gracias a la revista anual Connaissance des temps (El conocimiento del tiempo). En Irán, a diferencia de Occidente, el rechazo al heliocentrismo continuó hasta finales del siglo XIX d. C., motivado en parte, por el temor de que tal teoría socavaría la creencia generalizada en la astrología y la cosmología islámicas en este país. El primer trabajo destinado a quebrantar esta creencia en la astrología y en la «antigua astronomía» en Irán fue publicado en 1861, bajo el título Falak al-sa'ada, obra de Ictizad al-Saltana. Quien citó la incapacidad de diferentes astrólogos para efectuar la misma predicción basados en lo que ocurre después de una conjunción planetaria, y describió como increíbles los atributos dados a los planetas por los astrólogos.

## Epistemología y filosofía de las ciencias
Desde la perspectiva epistemológica la astrología, en sus inicios históricos, es un tipo de protociencia. Se basa en la idea, aceptada generalmente en su época, de que los cuerpos celestes ejercen una influencia directa sobre los acontecimientos terrenales entendiéndose como una ley natural universal. Basados en este supuesto, los primeros astrólogos usaron modelos matemáticos para demostrar las regularidades en los fenómenos naturales observables. Desde ese momento la astrología ocupó un lugar crucial para predecir la ocurrencia de ciertos eventos gracias a la elaboración de detalladas tablas. Para determinar la posición y la órbita de un planeta eran necesarias complejas fórmulas de geometría y trigonometría. Por lo tanto, fue en estas prácticas, que no en la superstición, que se da una temprana forma de ciencia. La búsqueda de regularidades en los fenómenos naturales y su descripción completa en forma racional es un procedimiento científico típico. Es por esto que el filósofo de las ciencias de origen prusiano Ernst Cassirer (1874-1945) vio en la astrología un principio de forma de pensamiento científico, valiéndose de declaraciones como: «aquellas pueden parecer en detalle como inciertas y sin fundamento, pero el tipo general de pensamiento causal pertenece al razonamiento causal». La astrología es, pues, un igual a la ciencia moderna en su descripción del mundo; pero se basa en un tipo completamente diferente de «concepción del mundo»; por lo tanto una refutación de la astrología no puede verse únicamente desde el punto de vista epistemológico.

### Falsabilidad
Bajo el criterio de falsabilidad, propuesto por el austríaco filósofo de las ciencias Karl Popper (1902-1994), la astrología es una pseudociencia. Popper consideró a la astrología como «psuedoempírica» en la que «se hace un llamamiento a la observación y a la experimentación»; que «sin embargo, no está a la altura científica». A diferencia de las disciplinas científicas, la astrología no ha respondido a la falsabilidad mediante la experimentación. Al contrario que Popper, el estadounidense filósofo de las ciencias Thomas Kuhn (1922-1996) argumentó que no era la falta de falsabilidad lo que hace que la astrología no sea científica, sino que, más bien, son sus procesos y conceptos los que no son empíricos.

### «Sin enigmas para resolver»
Para Kuhn, aunque históricamente los astrólogos habían hecho predicciones que «fallaron categóricamente», esto en sí mismo no hace de la astrología poco científica, como tampoco a los intentos de los astrólogos de explicar el fracaso afirmando que fue debido a la difícil elaboración de un horóscopo. Por el contrario, a los ojos de Kuhn, la astrología no es una ciencia, ya que se asemeja más a la medicina medieval; pues en esa época, los astrólogos seguían una secuencia de reglas y directrices de un campo que tenía, aparente y necesariamente, deficiencias conocidas, pero que no hicieron alguna investigación porque estos campos no eran susceptibles de ser investigados, ya que «no tenían enigmas para resolver, por lo tanto no había ciencia que aplicar». Mientras que un astrónomo puede corregir un error, un astrólogo no puede. Un astrólogo solo puede explicar el fallo, pero no puede revisar el postulado astrológico de una manera significativa. Por lo tanto, para Kuhn, aun si las estrellas influyesen durante el trasegar de los seres humanos, la astrología seguiría sin ser científica.

### Progreso, práctica y coherencia
El canadiense filósofo de las ciencias Paul R. Thagard (1950) cree que la astrología no puede ser considerada como falseada en tal sentido hasta que haya sido reemplazada por un sucesor. En el caso de la predicción del comportamiento, la psicología es la alternativa. Para Thagard, otro criterio de clasificación teórica de ciencia a pseudociencia se debe a que el estado actual de la técnica astrológica debe progresar y que la comunidad de investigadores deberían estar tratando de comparar la teoría actual con alternativas y no ser «selectivos en atención a las confirmaciones y contraconfirmaciones». El progreso es definido aquí como explicación de los nuevos fenómenos y la solución de los problemas existentes, sin embargo, la astrología no ha logrado progresar y solo ha cambiado muy poco en casi dos mil años Para Thagard, los astrólogos actúan como si dedicasen a una ciencia normal, creyendo que los fundamentos de la astrología están bien establecidos pese a los «muchos problemas sin resolver», y a que se ve confrontada por mejores teorías alternativas como la psicología. Por estas razones Thagard ve a la astrología como una pseudociencia.

### Irracionalidad
Para el filósofo Edward W. James, la astrología es irracional no a causa de los numerosos problemas con los mecanismos y falsabilidad debidos a los experimentos, sino porque un análisis a la literatura astrológica muestra que se infunde con una lógica falaz y un razonamiento pobre.
| ¿Qué pasaría si en todos los escritos astrológicos en los que encontremos: poca apreciación por la coherencia, insensibilidad flagrante hacia las pruebas, falta de sentido de la jerarquía de las razones, leve dominio sobre la fuerza contextual de los criterios, obstinada falta de voluntad para perseguir la raíz de un argumento, marcada ingenuidad sobre la eficacia de explicación; y así sucesivamente? En ese caso, creo, nuestro rechazo a la astrología por irracional está perfectamente justificado. [...] La astrología simplemente no cumple con las múltiples demandas del verdadero razonamiento. —Edward W. James |

## Pruebas a la astrología
Algunos astrólgos evitan frecuentemente hacer predicciones verificables y se limitan a pronósticos vagos que les permiten evitar la falsabilidad. A lo largo de varios siglos de pruebas, las predicciones de la astrología nunca han sido más exactas que las esperadas por casualidad. Uno de los enfoques utilizados para probar cuantitavamente a la astrología es el método doble ciego. Las predicciones específicas hechas por astrólogos fueron falseadas, cuando estuvieron bajo prueba de rigurosos procedimientos experimentales. Todos los experimentos llevados a cabo no han probado los efectos argumentados por la astrología.

### El experimento de Carlson
Es un experimento muy conocido que incluyó a 28 astrólogos a quienes se les pidió que hiciesen coincidir más de cien cartas natales con unos perfiles psicológicos habidos en el cuestionario, estos perfiles fueron generados a partir del «California psychological inventory» (Inventario psicológico de California). El protocolo experimental doble ciego utilizado en este estudio fue acordado por un grupo de físicos y un grupo de astrólogos, estos últimos fueron nombrados por el Consejo Nacional de Investigación Geocósmica (organización de astrólogos) de Estados Unidos de América, la cual asesoró los experimentos, ayudó a asegurar que la prueba fuese justa y ayudó a redactar la propuesta central para ser probada en la astrología natal. También eligieron 26 de los 28 astrólogos seleccionados para las pruebas; después, a este grupo se unieron otros dos voluntarios. El estudio fue publicado en 1985 por la revista científica Nature, y se constató que las predicciones basadas en la astrología natal no fueron mejores que el azar, y que la prueba «refuta claramente la hipótesis astrológica».

### El experimento de Dean y Kelly
El ex astrólogo y doctor en química analítica Geoffrey Dean y el psicólogo Ivan Kelly, realizaron una prueba científica a gran escala que incluyó más de cien variables cognitivas, conductuales, fisiológicas, entre otras, pero no encontraron sustento para la astrología. Una prueba adicional involucró a 45 astrólogos confiables, con un promedio de diez años de experiencia, también incluyó a 160 sujetos de prueba, de un tamaño de muestra original de 1198 individuos; quienes tenían marcadas ciertas características contenidas en el cuetionario de personalidad de Eysenk. El acierto de los astrólogos para describir las personalidades de los individuos de prueba fue muy bajo, y mucho más bajo en los 45 sujetos de control que no hicieron uso de las cartas natales.

### Otras pruebas
Se realizó un metaanálisis que reunió cuarenta estudios que incluían setecientos astrólogos y más de mil cartas natales. Diez de las pruebas contaron con la participación de trescientos astrólogos. Dicho examen consistió en seleccionar la correcta interpretación de la carta natal entre un grupo que contaba con interpretaciones incorrectas, generalmente de tres a cinco. Cuando fueron eliminadas la fecha y otras indicaciones, no hubo indicación representativa que sugiriese que existió preferencia por alguna interpretación en particular.
El filósofo de las ciencias, nacido en Monrovia (Liberia), criado en Roma (Italia) y nacionalizado estadounidense, Massimo Pigliucci (1964); afirma en su libro Nonsense on stilts — How to tell science from bunk (Absurdos sobre zancos — Cómo diferenciar las ciencias de las tonterías); que en diez estudios diferentes, los astrólogos participantes eligieron el horóscopo que, según ellos, se ajustare exactamente a la descripción, sabiendo que había una y solo una respuesta correcta. Los resultados no fueron mejores que la causalidad. También indica que en un estudio a un grupo de personas nacidas con cinco minutos de diferencia entre sí, los llamados «gemelos temporales»; el cual fue realizado en el 2011 con el fin de descubrir si era posible discernir alguna similitud en sus personalidades y sus vidas, sin embargo no fue posible hallar semejanzas. También dice que el sociólogo cuantitativo David Voas examinó los datos de los censos de Inglaterra y Gales para observar si los matrimonios, de más de veinte millones de individuos, se correspondían a los matrimonios según los argumentos de la sinastría; pero no logró encontrar ninguna equivalencia.

### Efecto Marte

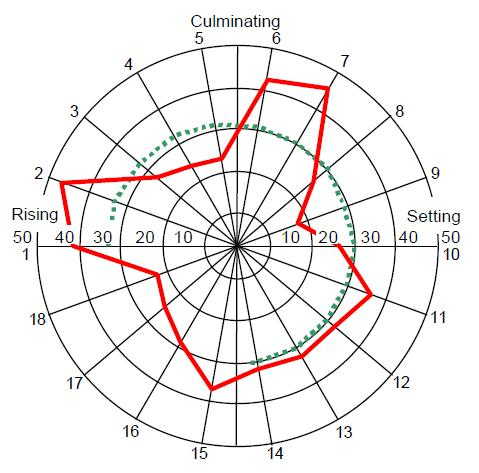
El hallazgo inicial de Michel Gauquelin en 1955 del efecto marte, la gráfica muestra la frecuencia relativa entre los movimientos diurnos de Marte en las cartas natales con una longitud norte de 570° de «atletas eminentes», indicados con una línea roja; en comparación con los hallazgos después de Gauquelin en línea verde discontinua.

En 1955, el psicólogo y estadístico francés Michel Gauquelin (1928-1991) afirmó que aunque no había encontrado pruebas que apoyasen los indicadores tales como los signos zodiacales y los aspectos planetarios de la astrología, sí había encontrado correlaciones positivas entre las posiciones diurnas de algunos de los planetas y acierto en algunas profesiones que la astrología asocia tradicionalmente a aquellos planetas. El más conocido de los hallazgos de Gauquelin está fundamentado en la posición de Marte en las cartas natales de deportistas exitosos, a este hallazgo se le conoce como el efecto Marte Sin embargo, en un estudio realizado por siete científicos franceses se intentó replicar sus afirmaciones, pero no se encontró evidencia estadística para hacerlo. Estos científicos atribuyeron la falta de evidencia estadística al sesgo selectivo de parte de Gauquelin, y le acusaron de intentar persuadirlos para añadir o suprimir los nombres de algunos deportistas para sus estudios. Sin embargo, Geoffrey Dean sugirió que tal sesgo selectivo pudo deberse más a las fechas de nacimiento dadas por los padres en lugar de cualquier problema en el estudio de Gauquelin. Su observación fue que es posible que un pequeño subgrupo de padres tuviesen registros de nacimiento modificados para que concordasen con un momento astrológico relacionado con alguna profesión escogida por ellos. La muestra fue tomada en un tiempo en el cual la creencia en la astrología era común. Gauquelin no pudo encontrar el «efecto Marte» en poblaciones más recientes, las cuales tienen registros de nacimientos hechos por una enfermera o por un médico. El número de nacimientos en condiciones astrológicas indeseables también fue menor, lo que indica que hay más evidencia de que los padres eligieron la fecha y la hora de registro de nacimiento de acuerdo a sus convicciones.

## Contrariedades teóricas

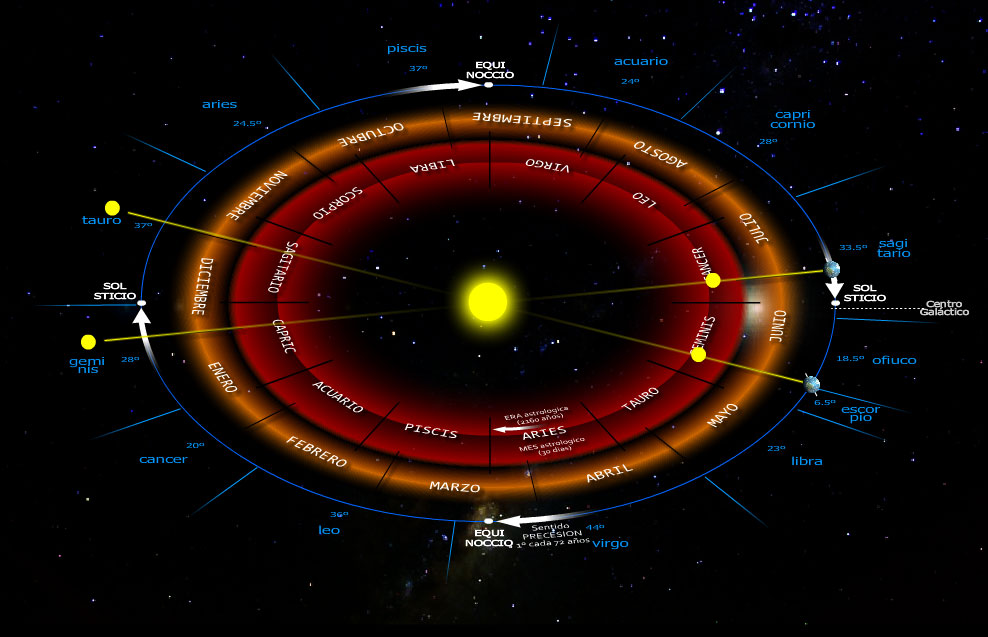
Una de las críticas más comunes a la astrología es que los signos zodiacales no coinciden con la posición astronómica de las constelaciones, de manera que más del 95% de la población no ha nacido realmente bajo la influencia de los astros que definen su signo.

Probar la validez de la astrología puede ser difícil pues no hay consenso entre los astrólogos en cuanto a lo que ella es y en cuanto a lo que puede predecir. A la mayoría de los astrólogos de oficio se les paga para predecir el futuro o para describir la personalidad y la vida de un individuo, pero la mayoría de los horóscopos solo hacen declaraciones no comprobables y vagas las cuales puede ser aplicadas a casi cualquier persona.
Muchos astrólogos afirman que la astrología es científica, mientras que algunos han propuesto mecanismos de acción convencionales como agentes causales, tales como: el electromagnetismo y la gravedad. Los científicos rechazan estos mecanismos pues los consideran inverosímiles, ya que, por ejemplo, cuando el campo magnético de un planeta enorme pero distante como Júpiter, es medido desde la tierra resulta ser mucho menor que el producido por aparatos electrodomésticos.

### Falta de coherencia
Dean y Kelly documentaron 25 estudios, en ellos encontraron que el puntaje de fiabilidad estadística fue tan bajo como 0.1 puntos. Dentro de las ciencias sociales un puntaje de 0.8 es considerado poco fiable.

### Falta de bases físicas
Según Patrick Grim, Edward W. James, comentó que atribuir un significado a una constelación en la esfera celeste en la cual se encuentra el sol, fue hecho fundamentado en factores humanos, a saber: el deseo de los astrólogos de no despertarse temprano y conocer la hora exacta del mediodía que era difícil de saber. Además de la creación del zodíaco y su desconexión con las constelaciones fue porque el sol no está en cada constelación la misma cantidad de tiempo en cada una. Tal desconexión llevó al problema con la precesión que separa los símbolos del zodíaco de sus constelaciones a las que estuvieron ligadas.

### Ausencia de capacidad predictiva

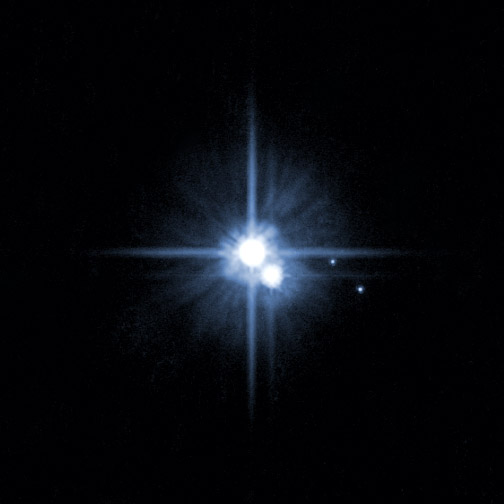
En la imagen, Plutón y sus satélites. Se sabe que la astrología existe desde antes del descubrimiento de Neptuno, Urano y Plutón, planetas que han sido incluidos en discurso sobre un postulado ad hoc.

Algunos astrólogos afirman que la posición de todos los planetas han de ser tenidas en cuenta; pero ellos no pudieron predecir la existencia de Neptuno con base en los errores en los horóscopos. En cambio, Neptuno fue predicho usando la ley de gravitación universal de Isaac Newton. La aparición de Urano, Neptuno y Plutón en el discurso astrológico fue hecha sobre un postulado ad hoc.
En cuanto a la degradación de Plutón de planeta a planeta enano, Philip Zarka del Observatorio de París en Meudon, Francia; se preguntó cuál sería la respuesta ante este hecho de parte de los astrólogos:
| ¿Deberían los astrólogos sacarlo de la lista de las luminarias, el Sol, la Luna y los ocho planetas y confesar que en realidad Plutón no trajo mejora alguna? Si deciden mantenerlo, ¿qué pasará con la creciente lista de otros cuerpos similares descubiertos recientemente, como el Sedna, Quaoar, entre otros; algunos incluso tienen satélites, tales como el Xena o el 2003EL61? —Philip Zarca |

### Ausencia de mecanismos de acción
La astrología ha sido cuestionada por no proporcionar mecanismos físicos que vinculen los movimientos de los cuerpos celestes a los supuestos efectos en la conducta humana. El físico teórico y cosmólogo inglés Stephen Hawking (1942), dijo en una conferencia realizada en el 2001: «La razón por la cual la mayoría de los científicos no creen en la astrología se debe a que ella no es consistente con las teorías que han sido probadas experimentalmente». Durante 1975 y en medio del creciente interés popular por la astrología, la Asociación Humanista Estadounidense, a través de su revista The Humanist, presentó una declaración elaborada por Bart J. Bok, Lawrence E. Jerome y Paul Kurtz, una refutación a la astrología. La declaración intitulada Objections to astrology (Objeciones a la astrología); fue firmada por 186 científicos destacados en ese momento, entre los cuales se encontraban astrónomos y físicos. Declararon que no hay base científica alguna para los principios de la astrología y advierten al público en contra de la aceptación de los consejos astrológicos sin realizar objeción alguna. La crítica se centró en el hecho de que no hay ningún mecanismo por el cual puedan ocurrir los efectos astrológicos:
| Los científicos en una variedad de campos se han preocupado por la mayor aceptación de la astrología en muchas partes del mundo. Nosotros, los infrascritos —astrónomos, astrofísicos y científicos en otros campos—, deseamos advertir al público contra la aceptación incondicional de las predicciones y el consejo dado privada y públicamente por los astrólogos. Aquellos que desean creer en la astrología deben darse cuenta de que no hay fundamento científico para sus principios. En la antigüedad, la gente creía en las predicciones y consejos de los astrólogos porque la astrología era parte integrante de su visión mágica del mundo. Consideraban los objetos celestiales como moradas o presagios de los dioses y, por tanto, íntimamente relacionados con los acontecimientos de la tierra; no tenían idea de las grandes distancias desde la tierra a los planetas y las estrellas. Ahora que estas longitudes pueden y han sido calculadas, podemos ver cuán infinitamente pequeños son los efectos gravitatorios y otros producidos por los planetas distantes y las estrellas mucho más lejanas. Es simplemente un error imaginar que las fuerzas ejercidas por estrellas y planetas en el momento del nacimiento pueden, de alguna manera, dar forma a nuestro futuro. Tampoco es cierto que la posición de cuerpos celestes lejanos haga ciertos días o períodos más favorables a tipos particulares de acción, o que el signo bajo el cual uno nació determina la compatibilidad o incompatibilidad con otras personas. ¿Por qué la gente cree en la astrología? En estos tiempos de incertidumbre muchos anhelan la comodidad de tener orientación en la toma de decisiones. Les gustaría creer en un destino predeterminado por fuerzas astrales fuera de su control. Sin embargo, todos debemos enfrentar el mundo, y debemos darnos cuenta de que nuestro futuro está en nosotros mismos, y no en las estrellas. Es posible creer que en estos días de iluminación y educación generalizada, sería innecesario debilitar creencias basadas en la magia y la superstición. Sin embargo, la aceptación de la astrología impregna la sociedad moderna. Estamos especialmente perturbados por la continua difusión acrítica de cartas astrológicas, pronósticos y horóscopos por los medios de comunicación y por periódicos, revistas y editoriales de prestigio. Esto sólo puede contribuir al crecimiento del irracionalismo y el oscurantismo. Creemos que ha llegado el momento de cuestionar directa y enérgicamente las afirmaciones pretenciosas de los charlatanes astrológicos. Debe ser evidente que aquellos individuos que continúan teniendo fe en la astrología lo hacen a pesar de que no hay una base científica verificada para sus creencias, y de hecho que hay pruebas fuertes de lo contrario. —The Humanist, septiembre-octubre de 1975. |

No obstante, el astrónomo, cosmólogo, astrofísico, astrobiólogo, escritor y divulgador de las ciencias Carl Sagan, declinó firmar la declaración. Explicó que tomó tal postura no porque pensara que la astrología tenía alguna validez, sino porque pensaba que el tono de la declaración era autoritario, y que descartar la astrología porque no había algún mecanismo, aunque «ciertamente esto es un punto relevante», por sí solo no es convincente. En una carta publicada en una edición posterior de The Humanist, Sagan confirmó que habría estado dispuesto a firmar tal declaración si la misma hubiese descrito y refutado los principios fundamentales de la creencia astrológica. Esto, argumentó, hubiese sido más persuasivo y habría producido menos controversia.
| A mediados de la década de los setenta, un astrónomo al que admiro redactó «Objeciones a la astrología» y me pidió que las firmara. Al final fui incapaz de firmar... No porque pensara que la astrología tenía algún tipo de validez, sino porque me pareció (y todavía me parece) que el tono de la declaración era autoritario. Criticaba la astrología porque sus orígenes estaban envueltos en la superstición. Pero eso ocurre también en la religión, la química, la medicina y la astronomía, por mencionar solo cuatro temas. Lo importante no es el origen vacilante y rudimentario del conocimiento de la astrología, sino su validez en el presente. [...] La declaración subrayaba que no se nos ocurre ningún mecanismo mediante el cual pueda funcionar la astrología. Es ciertamente un punto relevante, pero poco convincente por sí mismo. [...] Las objeciones a la pseudociencia basadas en un mecanismo del que no disponemos pueden ser erróneas... aunque si las opiniones violan las leyes de la física bien establecidas, las objeciones tienen un gran peso. En unas cuantas frases se puede formular un buen número de críticas válidas de la astrología: por ejemplo, su aceptación de la precesión de los equinoccios al anunciar una «era de Acuario» y su rechazo de la precesión de los equinoccios al hacer los horóscopos; su ignorancia de la refracción atmosférica; su lista de objetos supuestamente celestiales que se limita a objetos conocidos por Tolomeo en el siglo II e ignora una enorme variedad de nuevos objetos astronómicos descubiertos desde entonces (¿dónde está la astrología de asteroides cercanos a la Tierra?); la incoherente demanda de información detallada sobre el momento del nacimiento en comparación con la latitud y longitud de nacimiento; la imposibilidad de la astrología de pasar el test de los gemelos idénticos; las importantes diferencias en horóscopos hechos a partir de la misma información de nacimiento por diferentes astrólogos y la ausencia demostrada de correlación entre los horóscopos y los tests psicológicos, como el Inventario Multifásico de Personalidad de Minnesotta. Yo habría firmado encantado una declaración que describiera y refutara los dogmas principales de la fe en la astrología. Una declaración así habría sido mucho más persuasiva que la que realmente se publicó y circuló. —Carl Sagan en El mundo y sus demonios |

El uso de imágenes poéticas basadas en los conceptos del micro y macro cosmos, tales como: «como es arriba, es abajo»; para decidir la significancia, es una cuestionable falacia de causa. Edward W. James, según afirmó Patrick Grim, lo explicó poniendo como ejemplo de tal comparación: «Como Marte arriba es rojo, abajo es sangre y guerra».
Muchos astrólogos afirman que la astrología es científica. Si se intenta darle fundamento a tal afirmación, la selección de mecanismos inherentes se limita a las interacciones naturales de la física de partículas. Algunos astrólogos han propuesto agentes causales convencionales como el electromagnetismo y la fuerza de la gravedad. La potencia de estas fuerzas disminuye con la distancia. Los científicos rechazan estos mecanismos propuestos como improbables, ya que, por ejemplo, el campo electromagnético de un planeta grande pero distante como Júpiter, cuando es medido desde la tierra es mucho menor que el que es producido por los electrodomésticos ordinarios. El astrónomo, escéptico y escritor de una bitácora en Internet y estadounidense, Phil Plait (1964), señaló que, en términos de magnitud, el sol es el único cuerpo celeste con un campo electromagnético notable, no obstane la astrología no se fundamenta únicamente en este astro. Si los astrólogos intentan sugerir la intervención de una quinta fuerza, esto sería inconsistente con la tendencia de unificiación de la fuerza del electromagnetismo y su debilitación, lo cual sería una afirmación extraordinaria; esto indica una total incomprensión de las cuatro fuerzas fundamentales de la física. Si la distancia es irrelevante, entonces y lógicamente, todos los objetos que hay en el espacio sideral han de ser tenidos en cuenta para el cálculo de sus efectos sobre los sucesos terrestres y sobre las personas.
El médico psiquiatra, psicólogo y ensayista suizo, Carl Jung (1875-1961), recurrió a la sincronicidad, que es «la simultaneidad de dos sucesos vinculados por el sentido pero de manera acausal», para explicar la falta de resultados estadísticamente representativos obtenidos de un único estudio que llevó a cabo. Sin embargo, la sincronía misma no es considerada ni comprobable ni falseable. Posteriormente, este estudio fue duramente criticado por su muestra no aleatoria, por el uso de la estadística y por su falta de consistencia con la astrología.

## Psicología
Se ha demostrado que el sesgo de confirmación es un factor psicológico que contribuye a la creencia en la astrología. El sesgo de confirmación es una forma de sesgo cognitivo Según la literatura disponible sobre astrología, sus seguidores tienden a recordar selectivamente aquellas predicciones que han resultado ciertas y a olvidar aquellas que resultaron ser falsas. Otra forma diferente de sesgo de confirmación también desempeña una función en la cual los convencidos no logran distinguir, a menudo, entre los mensajes que demuestran habilidad especial para la astrología de los que no la tienen. Así, hay dos formas distintas de sesgo de confirmación que se encuentran bajo estudio con respecto a las convicciones astrológicas.
El efecto Forer, llamado también «falacia de validación personal» o «efecto Barnum» por P. T. Barnum; que es la tendencia de un individuo a dar una alta calificación de precisión a una descripción de su personalidad que supuestamente se adapta específicamente a él; pero que de hecho es vaga y lo suficientemente general para ser aplicada a una amplia gama de personas. En 1949, el psicólogo estadounidense Bertram Forer (1914-200), llevó a cabo una prueba de personalidad a los estudiantes en su salón de clases. Cada estudiante recibió una supuesta apreciación personalizada; no obstante todos recibieron el mismo dictamen. Las descripciones de la personalidad fueron tomadas de un libro de astrología. Cuando se les pidió que comentasen la exactitud de la prueba, más del 40 % le dieron la nota máxima de calificación 5 de 5, el promedio fue de 4.2. Los resultados de este estudio fueron replicados en sus muchas repeticiones. El estudio del efecto Forer se ha centrado, principalmente en el nivel de aceptación de falsos horóscopos y perfiles de personalidad astrológica. Quienes reciben estas evaluaciones de personalidad, consistentemente no distinguen los descriptores comunes y poco comunes de la personalidad. En el estudio de Paul Rogers y Janice Soule, realizado en el 2009, el cual fue consistente con la investigación anterior sobre el tema; se encontró que aquellos que creían en la astrología son generalmente más susceptibles de dar más credibilidad al perfil de Barnum que los escépticos.
Gracias a un proceso conocido como «autoatribución», se ha demostrado, en numerosos estudios, que las personas con conocimientos en astrología tienden a describir sus personalidades en términos de rasgos compatibles con sus signos astrológicos. El efecto se intensifica cuando las personas son conscientes de que la descripción de la personalidad es usada para debatir sobre astrología. Los individuos que no estaban familiarizados con la astrología no mostraron esta tendencia.

## Sociología
En 1953, el filósofo, sociólogo, teórico de música y compositor alemán Theodor Adorno (1903-1969), dirigió un análisis de la columna astrológica de un periódico de Los Ángeles como parte de un proyecto de la cultura de masas en la sociedad capitalista. Adorno creía que la astrología popular, como mecanismo, invariablemente condujo a declaraciones que fomentaban la conformidad y que aquellos astrólogos columnistas que iban en contra de tal conformidad —desalentando el rendimiento en el trabajo, etcétera—, se arriesgaban a perder su empleo. Adorno llegó a la conclusión de que la astrología era una manifestación a gran escala del irracionalismo sistemático, donde los individuos son conducidos, sutilmente, a través de la adulación y vagas generalizaciones para hacerles creer que el autor de la columna se dirige directamente a ellos. Estableció un paralelismo con la frase «opio del pueblo» de Karl Marx, comentando: «el ocultismo es la metafísica de los idiotas».
Los estudios y las encuestas han demostrado que la creencia en la astrología es más alta en los países occidentales de lo que podría esperarse. El estudio Jóvenes españoles 99 realizado en España en 1999 por la Fundación Santa María y coordinado por el sociólogo Javier Elzo Imas reveló que el 41 % de los encuestados creía en la astrología.
Unas encuestas realizadas en el 2005 y en el 2009 por Gallup solicitadas por el Centro de Investigación Pew; informaron que el 25 % de los adultos estadounidenses creían en la astrología. Según los datos publicados por la Fundación Nacional para la Ciencia en su publicación Science and engineering indicators 2014, puede leerse que «en el 2012, una menor cantidad de estadounidenses rechazaron la astrología, que en años recientes'». En este estudio se nota que en el 2012 «un poco más de la mitad de los estadounidenses dijeron que la astrología era “nada científica”, mientras que casi dos tercios dieron esta respuesta en el 2010. El porcentaje comparado no había sido tan bajo desde 1983».
Algunos de los niveles de creencias reportados se deben a una confusión de la astrología con la astronomía. La proximidad entre las dos palabras varía dependiendo del idioma. Una descripción simple de la astrología como «una influencia oculta de las estrellas, los planetas, etc. sobre los asuntos humanos» no tuvo impacto en la apreciación del público en general sobre si la astrología es científica o no, como fue observado en un sondeo del eurobarómetro de 1992. Esto puede deberse, en parte, a la asociación que la mayoría de las personas tienen de que cualquier palabra termina en ~logía es un campo de conocimiento de las ciencias. En los eurobárometros 224 y 225 realizados en el 2004, se utilizó un sondeo dividido para aislar la confusión sobre la redacción. En la mitad de las encuestas se utilizó la palabra astrología, mientras que en la otra se utilizó la palabra horóscopo. La creencia de que la astrología es parcialmente científica fue del 76 %, pero la apreciación de que los horóscopos eran por lo menos parcialmente científicos fue del 43 %. En particular, la creencia de que la astrología es muy científica fue del 26 %, mientras que la de los horóscopos fue del 7 %. Esto parecía indicar que el alto nivel aparente de apoyo hacia la astrología en la Unión Europea en realidad es debida a una confusión sobre el término.

### Libros
- Bappu, M. K. V.; Biswas, S. K.; Mallik, D. C. V.; Vishveshwara, C. V. (1989). Cosmic perspectives: essays dedicated to the memory of M.K.V. Bappu [Perspectivas cósmicas: ensayos dedicados a la memoria de M. K. V. Bappu] (en inglés) (1.ª edición). Cambridge, Cambridgeshire, Inglaterra: Cambridge university press. ISBN 0521343542. OCLC 18519928.

- Bennett, Jeffrey; Donahue, Megan O.; Schneider, Nicholas; Voit, Mark (2007). The cosmic perspective [La perspectiva cósmica] (en inglés) (4.ª edición). San Francisco, California, Estados Unidos de América: Pearson/Addison-Wesley. ISBN 0805392831. OCLC 61865300.

- Benski, Claude; Nienhuys, Jan Willem; Comité français pour l'étude des phénomènes paranormaux (1996) [1995]. The "Mars effect" — A French test of over 1,000 sports champions [El «efecto Marte» — Una prueba francesa sobre más de 1000 campeones mundiales] (en inglés). Amherst, Nueva York, Estados Unidos de América: Prometheus Books. ISBN 0879759887. OCLC 33276572.

- Carroll, Robert Todd (2003) [The skeptic's dictionary — A collection of strange beliefs, amusing deceptions, and dangerous delusions]. Diccionario del escéptico — Una colección de extrañas creencias, divertidas decepciones y peligrosos delirios (en inglés). Hoboken, Nueva Jersey, Estados Unidos: Wiley Cop. ISBN 0471272426. OCLC 441899911.

- Caverini, Jean-Paul; Fabré, Jean-Marc; González, Michel (1990). Cognitive biases [Sesgos cognitivos]. Advances in psychology (Amsterdam, Netherlands) (en inglés). Vol. 86. Ámsterdam, Países Bajos: North-Holland. ISBN 0444884130. OCLC 21521577.

- Cassirer, Ernst (1965). Wesen und wirkung des symbolbegriffs [Naturaleza y concepto efectivos del símbolo] (en alemán). Darmstadt, Hesse, Alemania: Wissenschaftliche Buchgesellschaft. ISBN 3534124812. OCLC 883058.

- Cassirer, Ernst (1994). Zur modernen Physik [Sobre física moderna] (en alemán). Darmstadt, Hesse, Alemania: Wissenschaftliche Buchgesellschaft. ISBN 3534002733. OCLC 75417216.

- Cogan, Robert (1998). Critical thinking — Step by step [Pensamiento crítico — Paso a paso] (en inglés). Lanham, Estados Unidos de América: University Press of America. ISBN 0761810676. OCLC 38304343.

- Dean, Geoffrey; Kelly, Ivan W.; Mather, Arthur; Smith, Rudolf (2002). «Astrology» [Astrología].  En Shermer, Michael, ed. The skeptic encyclopedia of pseudoscience [La enciclopedia escéptica de pseudociencia] (en inglés). Vol. Uno. Santa Bárbara, Estados Unidos de América: ABC-CLIO. ISBN 1576076539. OCLC 192175643.

- Evans, James (1998). The history and practice of ancient astronomy [La historia y práctica de la antigua astronomía] (en inglés). Oxford, Oxfordshire, Reino Unido; Nueva York, Nueva York, Estados Unidos de América: Oxford University Press. ISBN 9780195095395. OCLC 443643307.

- Eysenck, H. J.; Nias, D. K. B. (1984). Astrology : science or superstition? [Astrología: ¿ciencia o superstición?] (en inglés). Harmondsworth, Reino Unido: Penguin Books. ISBN 0140223975. OCLC 11031588.

- Gauquelin, Michel (1955). L'influence des astres: étude critique et expérimentale [La influencia de los astros: estudio crítico y experimental] (en francés). París, Francia: Éditions du Dauphin. OCLC 459269495.

- Grim, Patrick (1982). «Objections to astrology: a statement by 186 leading scientists» [Objeciones a la astrología: una declaración de 186 científicos destacados]. Philosophy of science and the occult [Filosofía de la ciencia y ocultismo]. Albany, Nueva York, Estados Unidos de América: State University of New York Press. ISBN 0873955722. OCLC 7741577.

- Hoskin, Michael (2003). The Cambridge concise history of astronomy [La concisa historia de la astronomía por la Cambridge] (en inglés). Cambridge, Cambridgeshire, Inglaterra; Nueva York, Nueva York, Estados Unidos de América: Cambridge university press. ISBN 0521572916. OCLC 145830812.

- Hurley, Patrick J. (2005) [1982]. A concise introduction to logic [Una breve introducción a la lógica] (en inglés). Belmont, California, Estados Unidos de América: Wadsworth. ISBN 0534585051. OCLC 57354150.

- Khun, Thomas (1970) [1965].  Lakatos, Imre; Musgrave, Alan, eds. Criticism and the growth of knowledge [La crítica y el crecimiento del conocimiento] (en inglés). Cambridge, Cambridgeshire, Inglaterra: Cambridge University Press. ISBN 0521078261. OCLC 94900. «Publicación de conferencia».

*Martens, Ronny; Trachet, Tim (1998). Making sense of astrology [Dándole sentido a la astrología] (en inglés). Amherst, Massachusetts, Estados Unidos de América: Prometheus Books. ISBN 9781573922180. OCLC 906759690.
- Nederman, Cary J.; Goulding, James Wray (verano de 1981). «Popular occultism and critical social theory: exploring some themes in Adorno's critique of astrology and the occult» [Ocultismo popular y la teoría social crítica: explorando algunos temas en la crítica de Adorno a la astrología y al ocultismo]. Sociological Analysis (en inglés) (Oxford: Oxford University Press). Vol. 42 (No. 4): 325-332. doi:10.2307/3711544.

- Paul, Annie Murphy (2005). The cult of personality testing — How personality tests are leading us to miseducate our children, mismanage our companies, and misunderstand ourselves [El culto a las pruebas de personalidad — Cómo las pruebas de personalidad están llevándonos a malcriar a nuestros hijos, administrar mal a nuestras empresas y a malinterpretarnos a nosotros mismos] (en inglés). Nueva York, Nueva York, Estados Unidos de América: Free Press. ISBN 0743280725. OCLC 810257310.

- Pigliucci, Massimo (2010). Nonsense on stilts — How to tell science from bunk [Absurdos sobre zancos — Cómo diferenciar las ciencias de las tonterías] (en inglés). Chicago, Illinois, Estados Unidos de América; Londres, Reino Unido: University of Chicago Press. ISBN 9780226667867. OCLC 928874586.

- Pigliucci, Massimo; Boudry, Marteen (2013). Philosophy of pseudoscience — Reconsidering the demarcation problem [Filosofía de las pseudociencias — Reconsideración del problema de demarcación] (en inglés). Chicago, Illinois, Estados Unidos de América; Londres, Reino Unido: University of Chicago Press. ISBN 9780226051796. OCLC 863036285.

*Popper, Karl R. (2004) [1962]. Conjectures and refutations — The growth of scientific knowledge [Conjeturas y refutaciones — El crecimiento del conocimiento científico] (en inglés). Londres, Reino Unido: Toutledge. ISBN 0415285941. OCLC 488779822.
- Rogers, Paul; Soule, Janice (2009). «Cross-Cultural differences in the acceptance of Barnum profiles supposedly derived from western versus chinese astrology» [Diferencias transculturales en la aceptación de los perfiles de Barnum supuestamente derivados de la astrología occidental versus la china]. Sage Journals. Journal of cross-cultural psychology (en inglés) (Sage Journals). Vol. 40 (No. 3): 381-399. doi:10.1177/0022022109332843.

- Sagan, Carl (2000). The demon-haunted world — Science as a candle in the dark (Dolors Udina, trad.) [El mundo y sus demonios — La ciencia como una luz en la oscuridad]. La línea del horizonte. Barcelona, Cataluña, España: Planeta. ISBN 9788408035152. OCLC 919897477.

- Samuels, Andrew (1990). Jung and the post-Jungians [Jung y los postjungianos] (en inglés). Londres, Reino Unido, Nueva York, Nueva York, Estados Unidos de América: Tavistock/Routledge. ISBN 0203359291. OCLC 48868265.

- Shermer, Michael (2002). The skeptic encyclopedia of pseudoscience [La enciclopedia escéptica de la pseudociencia] (en inglés). Vol. 1. Santa Bárbara, California, Estados Unidos de América: Oxford. ISBN 1576076539. OCLC 810755658.

- Schick, Theodore (2000). Readings in the philosophy of science — From positivism to postmodernism [Lecturas en filosofía de las ciencias — Desde el positivismo al postmodernismo] (en inglés). Mountain View, California, Estados Unidos de América: Mayfield Publisher. ISBN 0767402774. OCLC 41951220.

- Smith, Jonathan C. (2010) [2009]. Pseudoscience and extraordinary claims of the paranormal — A critical thinker's toolkit [Pseudociencia y afirmaciones extraordinarias de lo paranormal — Caja de herramientas de un pensador crítico] (en inglés). Malden, Massachusetts, Estados Unidos de América: Wiley-Blackwell. ISBN 9781405181235. OCLC 319499491.

### Publicaciones
- Allum, Nick (13 de diciembre de 2010). «What makes some people think astrology is scientific?» [¿Qué hace que algunas personas piensen que la astrología es científica?] (pdf). Science Communication (en inglés) (Sage Journals). Vol. 33 (No. 3): 341-366. doi:10.1177/1075547010389819. Consultado el 20 de febrero de 2017.

- Arjomand, Kamran (1997). «The emergence of scientific modernity in Iran — Controversies surrounding astrology and modern astronomy in the mid‐nineteenth century» [El surgimiento de la modernidad científica en Irán — Controversias alrededor de la astrología y la astronomía moderna a mediados del siglo XIX d. C.]. Iranian studies (International Society for Iranian Studies). Vol. 30 (No. 1-2): 5-20. OCLC 10.1080/00210869708701857.

- Carlson, Shawn (diciembre de 1985). «A double-blind test of astrology» [Una prueba de doble ciego a la astrología]. Nature (en inglés) (Nature Publishing Group, publicado el 5 de diciembre de 1985). Vol. 318: 419-425. doi:10.1038/318419a0.

- Dean, Geoffrey; Kelly, Ivan W. (Junio-julio de 2003). «Is Astrology Relevant to Consciousness and Psi?» [¿Es la astrología relevante para la consciencia y la psique?].  En Alcock, James; Burns, Jean; Freeman, Anthony, eds. Journal of Consciousness Studies (en inglés) (Imprint Academic). Vol. 10 (Nos. 6-7): 175-198. Archivado desde el original el 26 de septiembre de 2016. Consultado el 11 de diciembre de 2014.

- Graubad, Mark (1953). «Astrology and alchemy: two fossile sciences» [Astrología y alquimia: dos ciencias fósiles] (pdf). American Anthropologist (en inglés). Vol. 56 (No. 6). doi:10.1525/aa.1954.56.6.02a00700. Consultado el 14 de julio de 2015.

- Hartmann, Peter; Reuter, Martin; Nyborg, Helmuth (mayo de 2006). «The relationship between date of birth and individual differences in personality and general intelligence: a large-scale study» [La relación entre la fecha de nacimiento y las diferencias individuales en la personalidad y en la inteligencia en general: un estudio a gran escala]. Personality and individual Differences (en inglés) (Elsevier). Vol. 40 (No. 7): 1349-1362. doi:10.1016/j.paid.2005.11.017.

- Nickerson, Raymond S. (Junio de 1998). «Confirmation bias: a ubiquitous phenomenon in many guises» [Sesgo de confirmación: un fenómeno omnipresente en muchas formas]. Review of general psychology (en inglés) (American Psycological Association). Vol. 2 (No. 2): 175-220. doi:10.1037/1089-2680.2.2.175.

- Pont, Graham (abril de 2004). «Philosophy and science of music in Ancient Greece» [Filosofía y ciencia de la música en la Antigua Grecia] (pdf). Nexus Network Journal (en inglés) (Birkhäuser-Verlag, publicado el 1 de abril de 2004). Vol. 6 (No. 1): 17-29. ISSN 1590-5896. doi:10.1007/s00004-004-0003-x.  (enlace roto disponible en Internet Archive; véase el http://download.springer.com/static/pdf/66/art%253A10.1007%252Fs00004-004-0003-x.pdf?auth66=1418279325_5ebd8316d5b82b559972261bdabced90&ext=.pdf (enlace roto disponible en Internet Archive; véase el [//web.archive.org/web/*/http://download.springer.com/static/pdf/66/art%253A10.1007%252Fs00004-004-0003-x.pdf?auth66=1418279325_5ebd8316d5b82b559972261bdabced90&ext=.pdf historial, la primera versión y la última). historial], la http://download.springer.com/static/pdf/66/art%253A10.1007%252Fs00004-004-0003-x.pdf?auth66=1418279325_5ebd8316d5b82b559972261bdabced90&ext=.pdf (enlace roto disponible en Internet Archive; véase el [//web.archive.org/web/*/http://download.springer.com/static/pdf/66/art%253A10.1007%252Fs00004-004-0003-x.pdf?auth66=1418279325_5ebd8316d5b82b559972261bdabced90&ext=.pdf historial, la primera versión y la última). primera versión] y la http://download.springer.com/static/pdf/66/art%253A10.1007%252Fs00004-004-0003-x.pdf?auth66=1418279325_5ebd8316d5b82b559972261bdabced90&ext=.pdf (enlace roto disponible en Internet Archive; véase el [//web.archive.org/web/*/http://download.springer.com/static/pdf/66/art%253A10.1007%252Fs00004-004-0003-x.pdf?auth66=1418279325_5ebd8316d5b82b559972261bdabced90&ext=.pdf historial, la primera versión y la última). última]).

- Thagard, Paul R. (1978). «Why astrology is a pseudoscience» [El por qué la astrología es una pseudociencia] (pdf). Proceedings of the Biennial Meeting of the Philosophy of Science Association (en inglés) (Philosophy of Science Association). Vol. 1978 (No. Uno). JSTOR 192639. Consultado el 9 de diciembre de 2014.

- Thorndike, Lynn (septiembre de 1955). «The true place of astrology in the history of science» [El verdadero lugar de la astrología en la historia de la ciencia]. Isis (en inglés) (Chicago: The University Chicago Press en nombre de The History of Science Society). Vol. 46 (No. 3): 273-278. JSTOR 226346.

- Wright, Peter (noviembre de 1975). «Astrology and science in seventeenth-century England» [La astrología y la ciencia en la Inglaterra del sigo XVII]. Social Studies of Science (en inglés). Vol. 5 (No. 4): 399-422. doi:10.1177/030631277500500402.

- Wunder, Edgar (2003). «Self-attribution, sun-sign traits, and the alleged role of favourableness as a moderator variable: long-term effect or artefact?» [La «autoatribución», los rasgos del signo solar y la supuesta función de la favorabilidad como variable moderadora: ¿Efecto a largo plazo o ingeniosidad?]. Elsievier. Personality and Individual Differences (en inglés) (Science Direct). Vol. 35 (No. 8): 1783-1789. doi:10.1016/S0191-8869(03)00002-3.

- Zarka, Philippe (2011). Astronomy and astrology [Astronomía y astrología]. The role of astronomy in society and culture (en inglés). Vol. 5 (No. S260). Cambridge University Press (publicado el 29 de junio de 2011). pp. 420-425. doi:10.1017/S1743921311002602.

### Recursos en línea
Enciclopedias
- Hansson, Sven Ove (10 de febrero de 2014). «Science and pseudo-science» [Ciencias y pseudocientíficos]. plato.stanford.edu (en inglés). Stanford Encyclopedia of Philosophy. Consultado el 20 de febrero de 2017.

Noticias
- Dell'orto, Giovanna (27 de agosto de 2001). «Ariz. Astrology school accredited». Washington Post (en inglés). Consultado el 20 de febrero de 2017.